# 299
El año 299 (CCXCIX) fue un año común comenzado en sábado del calendario juliano, en vigor en aquella fecha.
En el Imperio romano el año fue nombrado como el del consulado de Valerio y Valerio o, menos comúnmente, como el 1052 Ab urbe condita, siendo su denominación como 299 posterior, de la Edad Media, al establecerse el Anno Domini.

## Acontecimientos
- Galerio derrota a los sármatas y los carpianos.
- Paz de Nisibis con la Persia sasánida da como resultado una mayor adquisición de territorio en Mesopotamia.